# José Luis Gómez Sánchez
José Luis Gómez-Sánchez y Rivero, (Arequipa, 17 de agosto de 1799 - Lima, 12 de abril de 1881) fue un abogado, magistrado y político peruano. Fue ministro de Hacienda (1843 y 1868), ministro de Relaciones Exteriores (1843 y 1854-1855) y ministro de Justicia (1852-1853). Fue también diputado y senador de la República por varios períodos, así como vocal y presidente de la Corte Suprema (1865).

## Biografía
Fue hijo de Manuel Gómez Sánchez y Manuela del Rivero y Núñez del Prado. Estudió en el Seminario de San Jerónimo de su ciudad natal y realizó sus prácticas bajo la dirección de su tío Evaristo Gómez Sánchez. Instalada la Corte Superior de Justicia de Arequipa, se tituló de abogado, el 7 de agosto de 1826.
Fue elegido sucesivamente diputado por Caylloma (1829-1831), Camaná (1832) y Arequipa (1833-1834). Transitoriamente ejerció como juez de primera instancia de Arequipa. Finalizado su mandato legislativo, retornó a su ciudad natal.
En abril de 1835 el presidente Luis José de Orbegoso lo acreditó como ministro plenipotenciario en Bolivia, con la misión de negociar con esta república un "tratado de auxilios" para poder sofocar la revolución del teniente coronel Felipe Santiago Salaverry. Pero el presidente boliviano Andrés de Santa Cruz quiso imponer condiciones que Gómez Sánchez no quiso aceptar, y como Orbegoso deseaba urgentemente tal acuerdo, debió enviar un nuevo negociador, el general Anselmo Quiroz, quien acordó la intervención del ejército boliviano en suelo peruano (15 de junio de 1835). Este episodio originó una guerra sangrienta que desembocó en el establecimiento de la Confederación Perú-Boliviana.
Entre 1835 y 1839 fue fiscal de la Corte Superior de Arequipa. En 1839 fue elegido vicerrector de la Universidad Nacional de San Agustín. Durante el gobierno del Directorio presidido por el general Manuel Ignacio de Vivanco fue ministro de Hacienda y de Relaciones Exteriores (1843). Luego fue vocal interino de la Corte Suprema (1843-1844), pero fue destituido al caer el gobierno vivanquista.
En 1849 fue elegido senador por Arequipa, mandato en el que se mantuvo hasta 1853. En el Congreso formó parte de la junta revisora de los proyectos de códigos. En 1851 fue nombrado vocal de la Corte Suprema.
Durante el gobierno del general José Rufino Echenique fue ministro de Justicia (1853-1854) y luego ministro de Relaciones Exteriores (1854-1855). Quedó marginado de la función pública tras el triunfo de la revolución liberal de 1854 en la batalla de La Palma, el 5 de enero de 1855, que trajo abajo al gobierno de Echenique.
En 1861 volvió a ser vocal de la Corte Suprema, cuya presidencia asumió en 1865. Pero la revolución encabezada por el coronel Mariano Ignacio Prado puso fin a sus funciones.
Volvió a la magistratura en 1867 y se mantuvo en ella hasta 1874, cuando obtuvo su jubilación. Momentáneamente fue ministro de Hacienda, durante el tercer interinato del general Pedro Diez Canseco, su coterráneo (1868).